# François Eisen
Pour les articles homonymes, voir Eisen.
François Eisen, né vers 1695 à Bruxelles et mort après 1778 dans la même ville, est un peintre, aquarelliste, graveur, dessinateur.

## Biographie
François Eisen naît vers 1695 à Bruxelles.
Il vit à Valenciennes et épouse Marie-Marguerite Gaine le 28 juillet 1716. Il a avec cette première femme sept enfants, dont le troisième, né en 1720, est le peintre et graveur Charles Eisen. Il retourne à Bruxelles en 1720, se rend à Paris en 1745 et est membre de l'Académie de Rouen.
Il exécute un portrait équestre de Marie-Thérèse conservé au musée lorrain de Nancy
François Eisen meurt après 1778 dans sa ville natale, assisté à l'hospice des Incurables.

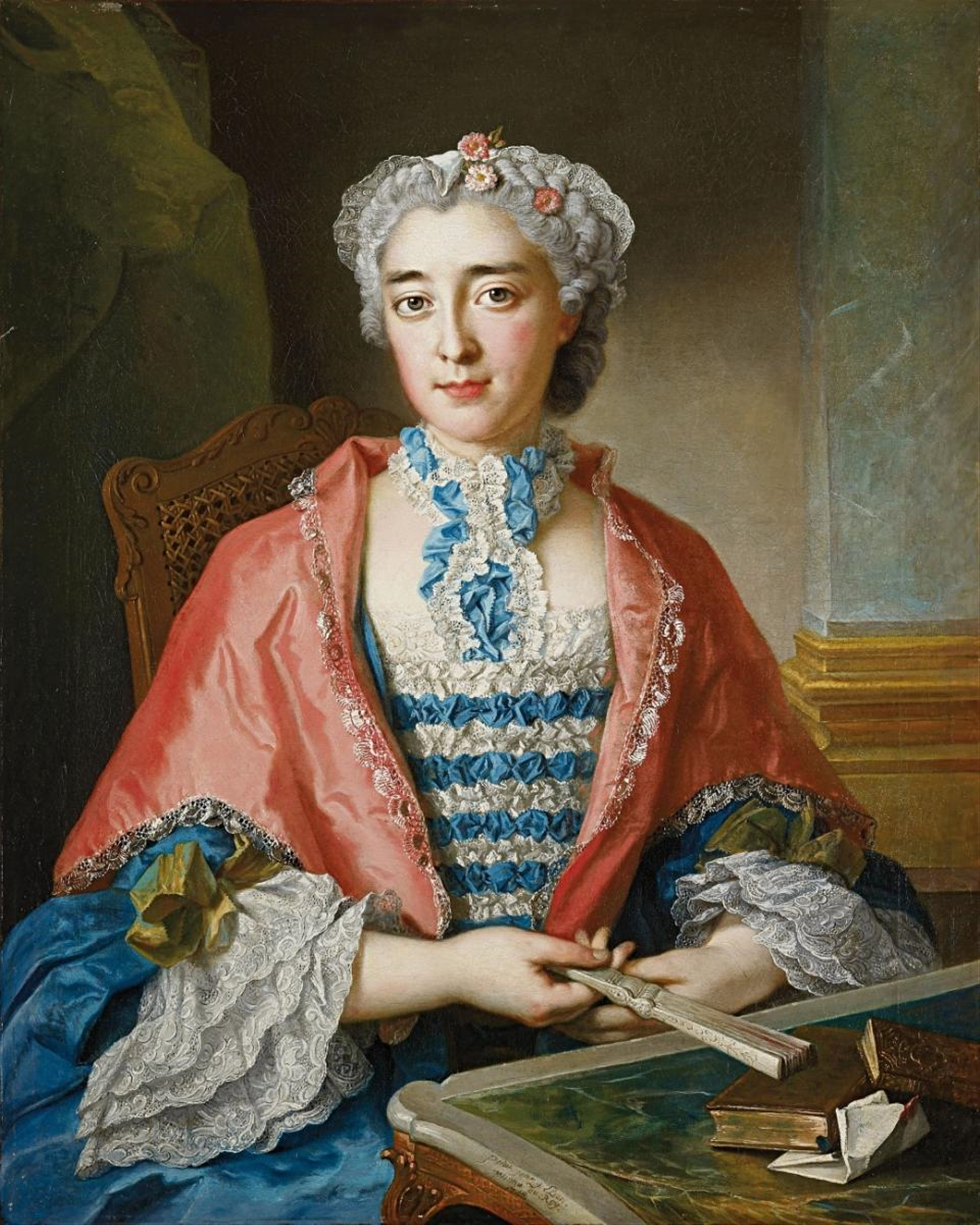
Portrait d'une dame (1748, coll. priv.).
Le roi buvant (n. d., Nationalmuseum).
Portrait d'enfant du comte Paul Stroganoff (ca. 1770 - 1775, musée Städel).